# Bell Hill (Saint-Martin)
Bell Hill är en kulle i den norra delen av Saint-Martin, cirka 6,4 kilometer nordost om huvudorten Marigot. Toppen på Bell Hill är 200 meter över havet.